# Liste der Aussichtstürme im Kanton Neuenburg
Die folgende Liste von Aussichtstürmen enthält Bauwerke im Kanton Neuenburg, welche über für den Publikumsverkehr zugängliche Aussichtsmöglichkeiten verfügen.
| Bild           | Name des Turms | Gemeinde  | Baujahr | Gesamthöhe | Plattformhöhe | Bauwerkstyp | ZoomViewer Panoramabild |
| -------------- | -------------- | --------- | ------- | ---------- | ------------- | ----------- | ----------------------- |
| Chaumontturm   | Chaumontturm   | Neuenburg | 1912    | 20 m       | 10 m          | Beton       |                         |
| Tour Jürgensen | Jürgensen-Turm | Le Locle  | 1874    | 14 m       | 12,5 m        | Beton       |                         |

Siehe auch: Liste von Aussichtstürmen in der Schweiz